# Паученко, Яков Васильевич
Яков Васильевич Паученко (21 марта 1866, Елисаветград — 29 октября 1914, Елисаветград) — украинский архитектор. Дядя художника Александра Осмёркина. Музей Александра Осмёркина в Кропивницком располагается в семейном доме Осмёркиных-Паученко, построенном им.

## Биография
Родился Яков Васильевич Паученко 21 марта 1866 г. в городе Елисаветград (теперь Кропивницкий, Украина). Окончил вечерние рисовальние классы в Елисаветградском земском реальном училище. Был учеником академика портретной живописи Петра Александровича Крестоносцева, который основал данные классы. Получил Малую серебряную медаль за годовой проект 1893 года. Скончался 25 октября 1914 года. Похоронен на Петропавловском кладбище (которое сейчас не сохранилось — могила исчезла под новострйками)…

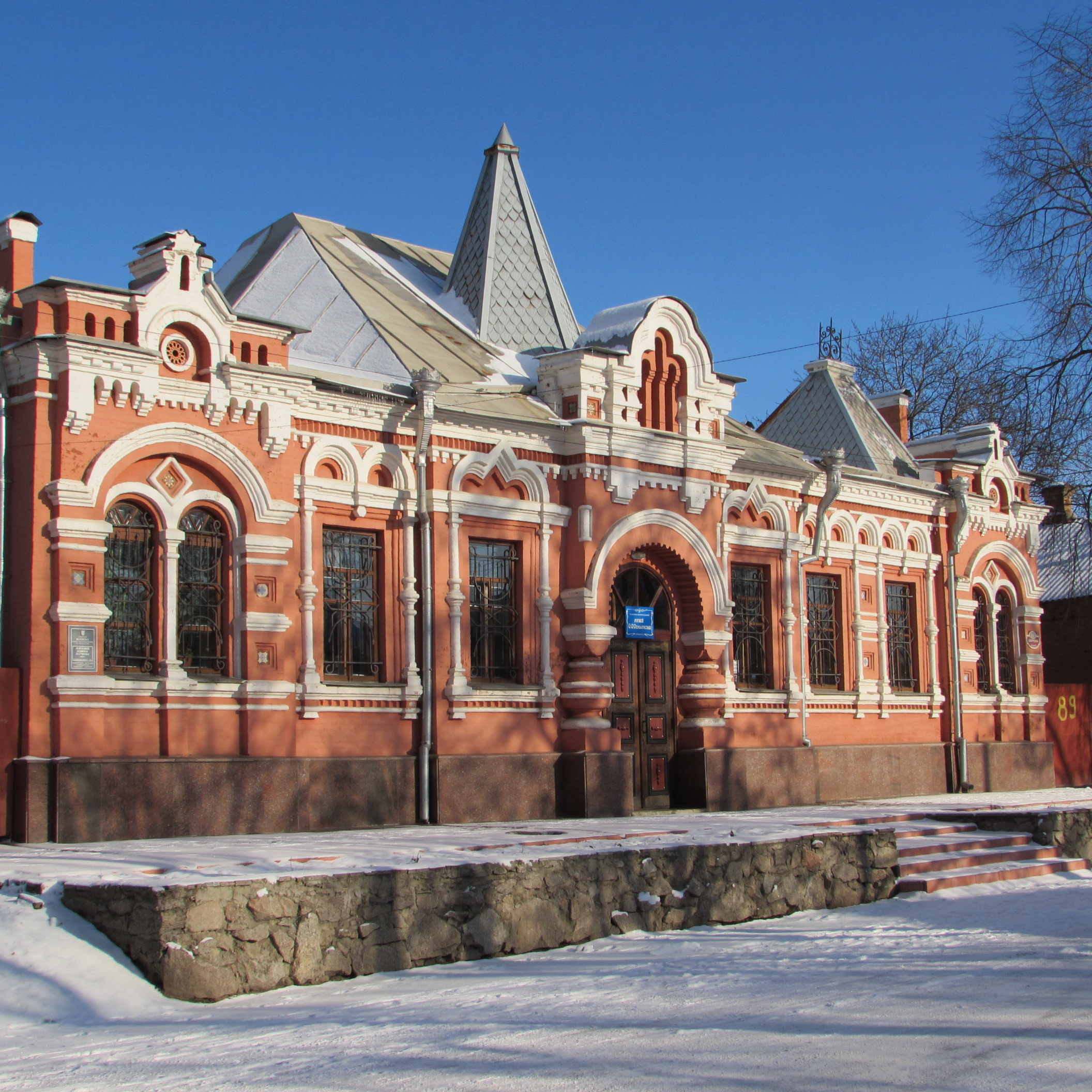
Дом Я. Паученко, который архитектор построил по собственному проекту, ныне Музей Александра Осмёркина.

.

## Реализованные проекты
- Водолечебница Гольденберга по ул. Архитектора Паученко № 45;
- Театр «Иллюзион» по ул. Дворцовой № 7;
- Гостиный двор по ул. Дворцовой № 9;
- Дом купца Соловьева по ул. Дворцовой № 13;
- Международный кредитный банк по ул. Дворцовой № 17;
- Дом врача Мейтуса по ул. Виктора Чмиленко № 65;
- Дом врача Вайсенберга по ул. Виктора Чмиленко № 74;
- Дом по ул. Гоголя № 28;
- Больница Красного Креста Св. Анны по ул. Анны Дмитрян № 1;
- Городская больница. г. Новомиргорода.

## Увековечение памяти
- В 2002 г. Кировоградским областным советом была учреждена премия имени Якова Паученко.
- В 2016 г. в честь Паученко была переименована часть улицы Дворцовой и улица Ленина в Кропивницком.